# Kutterhilfsmittel
Kutterhilfsmittel werden in der Lebensmittelindustrie und in Metzgereien beim Kuttern von Fleisch eingesetzt, um mehr Wasser als kostengünstige Füllmenge einzubinden und die Eigenschaften des entstehenden Bräts zu beeinflussen. 
Sie sollen das Wasserbindungsvermögen und die Fettemulgierung erhöhen und dadurch das polydisperse System stabilisieren. Verwendet werden Natrium- und Kalium-Salze von Essigsäure, Weinsäure, Milchsäure und Citronensäure, die das Wasserbindungsvermögen heraufsetzen, da diese Salze leicht basisch reagieren. Phosphate bewirken eine partielle Lösung und Quellung der myofibrillären Proteine und erhöhen ebenfalls das Wasserbindungsvermögen und die Fettemulgierung. Weitere Kutterhilfsmittel sind Casein und Eiklar.
Nach der Europäischen Öko-Verordnung dürfen nur Citrate, also Salze der Citronensäure, verwendet werden. Die anderen genannten  Kutterhilfsmittel sind nicht deklarationspflichtig, außer sie unterliegen den Regelungen der Zusatzstoff-Zulassungsverordnung.